# 야마자키역 (교토부)
야마자키역(일본어: 山崎駅, やまざきえき)은 일본 교토부 오토쿠니군 오야마자키정에 있는 역으로, 서일본 여객철도 (JR 서일본)의 도카이도 본선 (JR 교토 선) 상에 있는 역이다.
역사가 교토 부 내에 있어 주소는 교토 부이지만, 실제로는 부지의 일부가 오사카부 미시마 군 시마모토정 야마자키에도 걸쳐 있다.

## 역 구조
2면 4선의 섬식 플랫폼과 하행 방향에 측선 하나를 가지고 있는 지상역이다. 외측선 측의 플랫폼은 막아놓고 있다. 경사면상에 플랫폼이 위치하여, 역사가 플랫폼보다 낮게 설계되었다. 역에서 교토 방향으로는 회전 반경 500m의 급 커브가 위치하고 있어, 통과하는 열차는 역 구내 전으로부터 100 km/h까지 감속한다 (통칭 산토리 커브). 이전에는 산토리 공장에의 인입선이 있어, 대규모의 측선이 존재하였다.
ICOCA나 J스루 카드등을 이용할 수 있으며, ICOCA의 상호 이용 대상인 카드들도 이용가능하다.

### 승강장
↑다카쓰키·오사카 방면

| １２ | | ３４ |

교토·구사쓰 방면↓
| 1 | ●JR 교토 선 (하행 외측선) | 통과열차만 존재, 폐쇄되어 있음 |
| 2 | ●JR 교토 선 (하행 내측선) | 다카쓰키·오사카·산노미야 방면  |
| 3 | ●JR 교토 선 (상행 내측선) | 교토·구사쓰·마이바라 방면      |
| 4 | ●JR 교토 선 (상행 외측선) | 통과열차만 존재, 폐쇄되어 있음 |

## 이용 상황
2006년 기준, 1일당 승차인원은 약 6, 929명이다. (교토부 총계서로부터)

## 역세권 정보
한큐 전철의 오야마자키 역까지는 약 250m 거리로, 도보 환승이 가능하다. 실제로 환승 표시를 해 놓은 노선도도 있다.
교통
- 게이한 버스의 정류장
- 게이한 시티 버스의 정류장
- 한큐 버스의 정류장

## 역사
- 1876년 8월 9일: 일본국유철도의 역으로 개업. 여객, 화물 취급 개시.
- 1971년 10월 1일: 화물 취급 폐지.
- 1987년 4월 1일: 일본국유철도의 분할 민영화에 따라 서일본 여객철도의 역이 됨.

## 인접한 역
| 서일본 여객철도 도카이도 본선 | 서일본 여객철도 도카이도 본선        | 서일본 여객철도 도카이도 본선 |
| ----------------------------- | ------------------------------------ | ----------------------------- |
| 나가오카쿄 마이바라 방면      | ● JR 교토 선 ■ 보통 (각역정차), 쾌속 | 시마모토 오사카 방면          |